# Tanaeag Village
Tanaeag Village är en ort i Kiribati.   Den ligger i örådet Onotoa och ögruppen Gilbertöarna, i den sydöstra delen av landet, 400 km sydost om huvudstaden Tarawa. Tanaeag Village ligger 8 meter över havet och antalet invånare är 249. Den ligger på ön Tanyah Island.
Terrängen runt Tanaeag Village är mycket platt.  Närmaste större samhälle är Temao Village, 3,3 km sydost om Tanaeag Village. 